# والاس بن
والاس بن (بالإنجليزية: Wallace Benn)‏ هو قسيس بريطاني، ولد في 6 أغسطس 1947.